# Mon cousin américain
Pour plus de détails, voir Fiche technique et Distribution.
Mon cousin américain (titre anglais: My American Cousin) est un film canadien réalisé par Sandy Wilson, sorti en 1985.

## Synopsis
Fin des années 50.  C'est l'été.  Sandy a douze ans.  Elle mène une existence paisible dans le ranch de ses parents, sur les bords de la rivière Fraser.  Pour tout dire, elle s'ennuie un peu.  Survient Butch, son cousin américain, qui arrive au volant de sa rutilante Cadillac décapotable.  Et ce qui, pour Sandy, s'annonçait comme un petit été tranquille s'avèrera finalement assez mouvementé.

## Fiche technique
- Titre anglais: My American Cousin
- Réalisation : Sandy Wilson
- Scénario : Sandy Wilson
- Production :  Borderline, Canadian Broadcasting Corporation
- Producteur : Peter O'Brian
- Directeur de la photo : Richard Leiterman
- Lieu de tournage :  Penticton, Colombie-Britannique, Canada
- Montage : Haida Paul
- Durée : 90 minutes
- Date de sortie : 1er novembre 1985

## Distribution
Légende : Version Québécoise = VQ
- Margaret Langrick (VQ : Violette Chauveau) : Sandy Wilcox
- John Wildman (VQ : Daniel Lesourd) : Butch Walker
- Richard Donat (en) (VQ : Guy Nadon) : Major Wilcox
- Jane Mortifee (VQ : Madeleine Arsenault) : Kitty Wilcox
- T.J. Scott : Lenny McPhee
- Camille Henderson (VQ : Johanne Léveillé) : Shirley Darling
- Babs Chula (VQ : Claudine Chatel) : Dolly Walker
- Micki Mauncell (VQ : Béatrice Picard) : Granny Wilcox (Mamie Wilcox dans la V.Q.)

## Autour du film
Mon cousin américain est le premier long métrage de Sandy Wilson, qui signe ici un film semi-autobiographique inspiré de ses souvenirs d'enfance.  Par certains aspects, Mon cousin américain n'est pas sans rappeler le film français L'Effrontée, de Claude Miller avec Charlotte Gainsbourg, qui est pratiquement contemporain de celui-ci.
Lors de la cérémonie des prix Génie de 1986, Mon cousin américain remporte six trophées, dont celui du meilleur film, s'imposant devant le favori, Joshua Then and Now de Ted Kotcheff.  De plus, le film permet à Sandy Wilson de devenir la deuxième femme, après Micheline Lanctôt l'année précédente, à remporter le trophée de la mise-en-scène alors que Margaret Langrick devient la plus jeune récipiendaire du Génie de la meilleure actrice.
En 1989, Sandy Wilson proposera une suite à ce film intitulé Mes copains américains et dans lequel Langrick et Wildman reprennent leurs rôles respectifs.

## Nominations et récompenses
- Prix Génie du meilleur réalisateur en 1986 pour Sandy Wilson
- Meilleure actrice pour Margaret Langrick, meilleur acteur pour John Wildman
- Prix de la critique au festival international du film de Toronto en 1985